# Chanter (chanson de Mireille Mathieu)
Pour les articles homonymes, voir Chanter.
Singles de Mireille Mathieu
Allô
(1984) Les avions les oiseaux
(1985)
Pistes de Chanter
Sing a song
Chanter est un titre interprété par la chanteuse française Mireille Mathieu et publié par la maison de disques Ariola en France en 1984. Ce titre est écrit par Claude Lemesle, auteur qui fit plusieurs textes pour la chanteuse, et composé par Jean-Pierre Bourtayre et Jacques Revaux.

## Crédits du 45 tours
Mireille est accompagnée par :
- le grand orchestre de Roger Loubet pour Chanter[1] ;
- le grand orchestre de Raymond Donnez pour Blue Paradise[1].

La photo de la pochette est de Norman Parkinson.
La maquette est de Claude Caudron.

## Reprises
Aucun des titres de ce 45 tours ne sera repris en une autre langue par la chanteuse, chose assez rare dans sa carrière.

## Principaux supports discographiques
Chanter se retrouve pour la première fois sur le 69e 45 tours français de la chanteuse sorti en 1984 chez Ariola avec ce titre en face A et Blue Paradise en face B . Elle se retrouvera ensuite sur l'album du même nom, Chanter publié la même année chez la même maison de disques.
La chanson va être pour la première fois en CD en 2002 sur la triple compilation publiée chez EMI, Amoureusement vôtre. Elle apparaît de nouveau dans la compilation publié par Sony Music en octobre 2014, Une vie d'amour.